# 10 Jahre Eisbrecher
«10 Jahre Eisbrecher» (en español, «10 Años de Eisbrecher») es un sencillo especial con motivo de los 10 años de carrera de la banda alemana Eisbrecher. Fue lanzado el 29 de noviembre de 2013. A través de su página web  agradecen a los fanes por el tiempo y el apoyo, para ello dedican estos 2 temas, el tema homónimo, "Eisbrecher" con diferentes arreglos y un nuevo mix del tema «Adrenalin».

## Lista de canciones
1. «Eisbrecher 2013» - [4:04]
2. «Adrenalin (Neuschnitt)» - [4:05]